# Lucien Pissarro
Lucien Pissarro (Parigi, 20 febbraio 1863 – Londra, 10 luglio 1944) è stato un pittore e incisore francese con cittadinanza inglese.

## Biografia
Pissarro nasce il 20 febbraio 1863 a Parigi. Era il maggiore di sette figli del pittore impressionista Camille Pissarro e sua moglie Julie Vellay. Ha studiato, come i suoi fratelli Georges e Félix, con suo padre e circondato dai suoi colleghi/amici come Claude Monet e Pierre-Auguste Renoir che frequentavano la casa dei Pissarro. È stato influenzato da Georges Seurat e Paul Signac.
Nel 1886 espone all'ultima delle mostre impressioniste. Dal 1886 al 1894 espone al Salon des Independents.
Nel 1870-71 Durante la guerra franco-prussiana visitò per la prima volta la Gran Bretagna. Vi tornò nel 1883-84 e nel 1890 si stabilì definitivamente a Londra.  Il 10 agosto 1892 sposò Esther Levi Bensusan a Richmond. Dalla loro unione nacque la loro unica figlia, Orovida Camille. Orovida divenne anche un artista. Incontrò Charles Ricketts e Charles Shannon e contribuì con xilografie al loro Dial. Nel 1894 fondò la Eragny Press [2]e con sua moglie dedicandosi libri illustrati e stampati fino alla chiusura della stampa nel 1914. Nel 1897 la famiglia si trasferì a 62 Bath Road a Stamford Brook , Chiswick. Nel 1903 disegnò il carattere tipografico Brook Type .
Pissarro si associò a Walter Sickert in Fitzroy Street e nel 1906 divenne membro del New English Art Club . Dal 1913 al 1919 dipinse paesaggi di Dorset, Westmorland, Devon, Essex, Surrey e Sussex.
Nel 1916 Pissarro divenne cittadino britannico. Mentre era in Gran Bretagna è stato uno dei fondatori del gruppo di artisti del Camden Town Group. Nel 1919, formò il Monarro Group con JB Manson come segretario di Londra e Théo van Rysselberghe come segretario di Parigi, con l'obiettivo di mostrare artisti ispirati ai pittori impressionisti, Claude Monet e Camille Pissarro. Il gruppo si sciolse tre anni dopo.
Dal 1922 al 1937 dipinge regolarmente nel sud della Francia, intervallato da spedizioni di pittura nel Derbyshire, nel Galles meridionale e nell'Essex. Dal 1934 al 1944 espone alla Royal Academy di Londra. Morì il 10 luglio 1944 a Hewood, nel Dorset.

## Galleria d'immagini
Le opere di Lucien Pissarro sono presenti in tutti i principali musei d'arte in Inghilterra, così come il Musée d'Orsay di Parigi, la National Gallery of Australia e molti musei negli Stati Uniti.

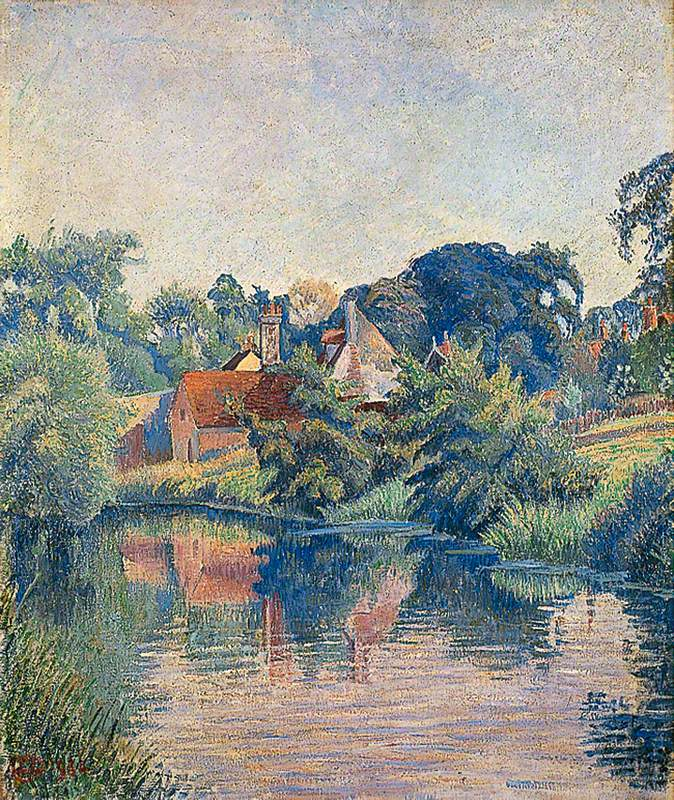
The Stour at Stratford St Mary, Colchester,  1900
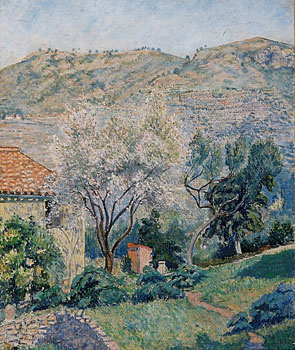
Brookleton Yulgreave,  1900
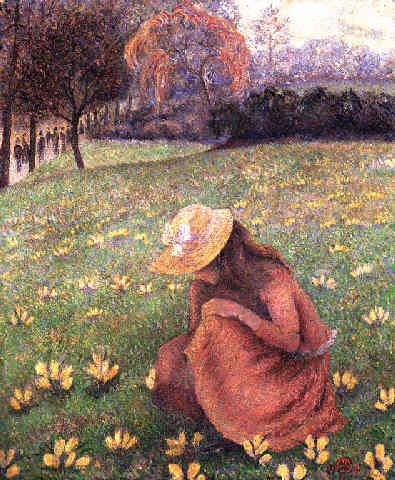
Girl picking flowers,  1900
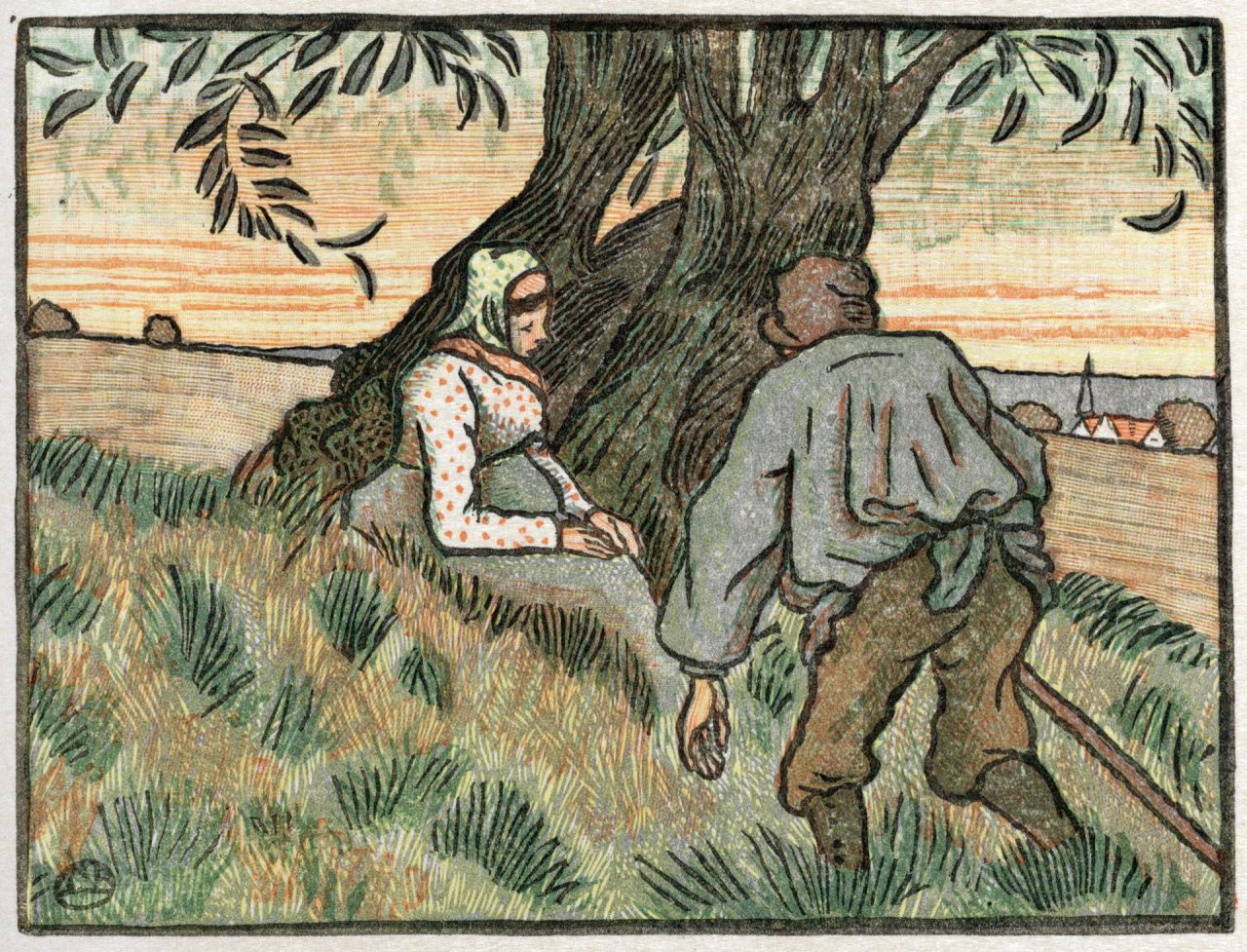
Scena pastorale, 1901